# Sonatine
Sonatine (in giapponese ソナチネ?) è un film del 1993 diretto da Takeshi Kitano.
Presentato nella sezione Un Certain Regard del 46º Festival di Cannes, il lungometraggio vede Beat Takeshi per la prima volta alle prese con uno yakuza-eiga, genere che segnerà la sua carriera soprattutto verso il pubblico internazionale.

## Trama
Dopo una vita movimentata e pericolosa e avendo raggiunto ormai una certa agiatezza economica, il criminale Murakawa non vuole più condurre quella vita, ma il suo capo Kitajima lo obbliga ad un ultimo incarico, andare nella lontana isola di Okinawa per mettere fine ad una guerra tra bande rivali. Non appena arrivato Murakawa e i suoi compagni si rendono conto di essere stati traditi, e - dopo un'iniziale fuga - attenderanno il loro inevitabile destino, anche giocando, su una spiaggia assolata in cui il tempo sembra essersi fermato.

## Colonna sonora
Questa è la seconda collaborazione tra il compositore Joe Hisaishi e Kitano.

### Tracce
1. Sonatine I (Act of Violence) – 3:41
2. Light and Darkness – 6:49
3. Play on the Sands – 4:44
4. Rain After That – 0:27
5. On the Fullmoon of Mystery – 2:29
6. Into a Trance – 3:18
7. Sonatine II (In the Beginning) – 6:35
8. Magic Mushroom – 2:52
9. Eye Witness – 5:27
10. Runaway Trip – 1:33
11. Moebius Band – 4:47
12. Die Out of Memories – 2:54
13. See You... – 1:58
14. Sonatine III (Be Over) – 3:47

Durata totale: 51:21